# 123 км (зупинний пункт, Запорізька дирекція Придніпровської залізниці)
123 км — пасажирський залізничний зупинний пункт Запорізької дирекції залізничних перевезень Придніпровської залізниці на неелектрифікованій лінії Федорівка — Верхній Токмак II між станціями Федорівка (6 км) та Світлодолинська (11 км). Розташований неподалік села Троїцьке Мелітопольського району Запорізької області.

## Пасажирське сполучення
З 18 березня 2020 року на зупинному пункті 123 км припинено рух приміських поїздів сполученням Федорівка — Верхній Токмак.